# Grup de l'Esquerra Democràtica i Republicana
El Grup de l'Esquerra Democràtica i Republicana (en francès: Groupe de la Gauche démocrate et républicaine; GDR) és un grup parlamentari de l'Assemblea Nacional que inclou representants del Partit Comunista Francès (PCF) així com de partits d'esquerres d'ultramar.
L'origen del GDR es remunta al grup Comunista de la Tercera República Francesa, creat al 1924 pel PCF i la seva coalició Secció de la Internacional Comunista. En endavant va assumir diverses denominacions: Comunistes i Republicans i Resistents, Comunista i Unió Republicana i Resisent, Comunistes, Comunistes i Republicans Progressistes, entre d'altres, fins a l'actual forma establerta al 2007.
L'etapa amb major presència a l'Assemblea Nacional fins a dia d'avui ha estat durant la Quarta República Francesa, quan el grup mantenia més de cent membres i afiliats, amb el màxim de 182 a les eleccions de novembre de 1946, sent el primer a la composició de l'AN. Des dels anys setanta, ja durant la Cinquena República, la seva força s'ha anat reduint progressivament.
Després de les eleccions legislatives de 2024, el grup està compost per vuit diputats del PCF, un del GRS, i vuit membres provinents d'ultramar: Péyi-A de Martinica, MDES i un DVG a la Guaiana Francesa, PLR i El Progrés a l'Illa de la Reunió, UC a Nova Caledònia i Tavini Huiraatira a la Polinèsia Francesa.

## Composició

### Composició actual
| Circumscripció   | Circumscripció | Nom                  | Partit | Partit      | Afi.        | Notes             |
| ---------------- | -------------- | -------------------- | ------ | ----------- | ----------- | ----------------- |
| Alier            | 1a             | Yannick Monnet       |        | PCF         | PCF         |                   |
| Cher             | 2a             | Nicolas Sansu        |        | PCF         | PCF         |                   |
| Puèi Domat       | 5a             | André Chassaigne     |        | PCF         | PCF         | President del GDR |
| Sena Marítim     | 3a             | Édouard Bénard       |        | PCF         | PCF         |                   |
| Sena Marítim     | 8a             | Jean-Paul Lecoq      |        | PCF         | PCF         |                   |
| Alts del Sena    | 1a             | Elsa Faucillon       |        | PCF         | PCF         |                   |
| Sena Saint-Denis | 2a             | Stéphane Peu         |        | PCF         | PCF         | Secretari de l'AN |
| Sena Saint-Denis | 4a             | Soumya Bourouaha     |        | PCF         | PCF         |                   |
| Val-d'Oise       | 3a             | Emmanuel Maurel      |        | GRS         | PCF         |                   |
| Martinica        | 2a             | Marcellin Nadeau     |        | Péyi-A      | Péyi-A      |                   |
| Guaiana          | 1a             | Jean-Victor Castor   |        | MDES        | PCF         |                   |
| Guaiana          | 2a             | Davy Rimane          |        | DVG         | PCF         |                   |
| La Reunió        | 2a             | Karine Lebon         |        | PLR         | PLR         |                   |
| La Reunió        | 4a             | Emeline K/Bidi       |        | Progrès 974 | Progrès 974 |                   |
| La Reunió        | 6a             | Frédéric Maillot     |        | PLR         | PLR         |                   |
| Nova Caledònia   | 2a             | Emmanuel Tjibaou     |        | UC          |             |                   |
| Polinèsia        | 3a             | Mereana Reid Arbelot |        | Tavini      | PCF         | Secretari de l'AN |

### Composició històrica
| Any                         | Nom                                        | Membres | Afiliats | Total     | +/- | %     |
| --------------------------- | ------------------------------------------ | ------- | -------- | --------- | --- | ----- |
| Tercera República Francesa  |                                            |         |          |           |     |       |
| 1924                        | Comunista                                  | 26      | 0        | 26 / 581  | 26  | 4,48  |
| 1928                        | Comunista                                  | 11      | 1        | 12 / 604  | 14  | 1,98  |
| 1932                        | Comunista                                  | 10      | 0        | 10 / 607  | 2   | 1,64  |
| 1936                        | Comunista                                  | 72      | 0        | 72 / 610  | 62  | 11,80 |
| Quarta República Francesa   |                                            |         |          |           |     |       |
| 1945                        | Comunistes, Republicans i Resistents       | 151     | 8        | 159 / 586 | 87  | 27,13 |
| 1946 (jun)                  | Comunista i Unió Republicana i Resistent   | 152     | 1        | 153 / 586 | 6   | 26,11 |
| 1946 (nov)                  | Comunistes                                 | 182     | 0        | 182 / 620 | 29  | 29,45 |
| 1951                        | Comunistes i Republicans Progressistes     | 103     | 0        | 103 / 627 | 79  | 16,45 |
| 1956                        | Comunistes i Republicans Progressistes     | 149     | 1        | 150 / 607 | 47  | 25,25 |
| Cinquena República Francesa |                                            |         |          |           |     |       |
| 1958                        | —                                          | 10      | 0        | 10 / 576  | 140 | 1,80  |
| 1962                        | Comunista                                  | 41      | 0        | 41 / 482  | 41  | 8,51  |
| 1967                        | Comunista                                  | 71      | 2        | 73 / 486  | 32  | 15,02 |
| 1968                        | Comunista                                  | 33      | 1        | 34 / 487  | 39  | 6,98  |
| 1973                        | Comunista                                  | 73      | 0        | 73 / 490  | 39  | 14,90 |
| 1978                        | Comunista                                  | 86      | 0        | 86 / 491  | 13  | 17,52 |
| 1981                        | Comunista                                  | 43      | 1        | 44 / 491  | 42  | 8,96  |
| 1986                        | Comunista                                  | 32      | 3        | 35 / 577  | 9   | 6,07  |
| 1988                        | Comunista                                  | 24      | 1        | 25 / 575  | 10  | 4,33  |
| 1993                        | Comunista                                  | 22      | 1        | 23 / 577  | 2   | 3,99  |
| 1997                        | Comunista                                  | 34      | 2        | 36 / 577  | 13  | 6,24  |
| 2002                        | Comunistes i Republicans                   | 22      | 0        | 22 / 577  | 14  | 3,81  |
| 2007                        | Esquerra Democràtica i Republicana         | 24      | 0        | 24 / 577  | 2   | 4,16  |
| 2012                        | Esquerra Democràtica i Republicana         | 15      | 0        | 15 / 577  | 9   | 2,60  |
| 2017                        | Esquerra Democràtica i Republicana         | 16      | 0        | 16 / 577  | 1   | 2,77  |
| 2022                        | Esquerra Democràtica i Republicana - NUPES | 22      | 0        | 22 / 577  | 6   | 3,81  |
| 2024                        | Esquerra Democràtica i Republicana         | 17      | 0        | 17 / 577  | 5   | 2,95  |

## Organització

### Presidents

#### Tercera República
- 1921: Georges Lévy
- 1922 - 1924: Auguste Dormoy
- 1924 - 1928: Jean-Louis Garchery
- 1928 - 1929: Alexandre-Étienne Piquemal
- 1930 - 1931: Jean-Marie Clamamus
- 1932 - 1936: Renaud Jean
- 1936 - 1937: Jacques Duclos
- 1938 - 1939: Renaud Jean
- 1939 - 1940: Arthur Ramette

#### Quarta República
- 1946 - 1958 : Jacques Duclos

#### Cinquena República
- 1962 - 1964: Waldeck Rochet
- 1964 - 1981: Robert Ballanger
- 26 de gener de 1981 - 1 d'abril de 1993: André Lajoinie
- 2 d'abril de 1993 - 19 de juny de 2007: Alain Bocquet
- 26 de juny de 2007 - 27 de setembre de 2010: Jean-Claude Sandrier
- 27 de setembre de 2010 - 29 de novembre de 2011: Yves Cochet
- 29 de novembre de 2011 - 26 de juny de 2012: Roland Muzeau
- 26 de juny de 2012 - en curs: André Chassaigne

### Secretaris Generals
- 1965-1998: Hermine Pulvermacher
- 1998-2010: Dominique Touraine
- 2010-: Djénane Toma